# Complexo Ecológico Municipal de Americana
O Complexo Ecológico Municipal de Americana, é uma área verde do município paulista de Americana. É formado por três unidades ecológicas interligadas, e ainda por um Observatório Municipal. A formação atual foi inaugurada em 27 de outubro de 2007, com a inauguração do Jardim Botânico Municipal. O complexo ainda compreende o Parque Ecológico e o Horto Municipal.

## Visão geral

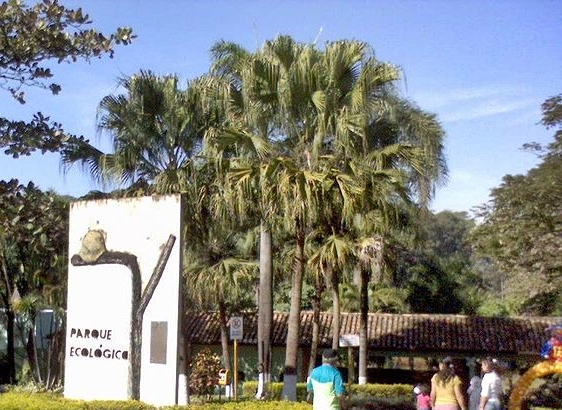
Fachada do Parque Ecológico

O Complexo ocupa uma área total de 210 mil metros quadrados, sendo 120 mil metros quadrados ocupados pelo Parque Ecológico e os outros 90 mil metros quadrados ocupados pelo Jardim Botânico. O complexo abriga a nascente do córrego do parque, que forma a lagoa do Parque Ecológico, e segue pela Avenida Brasil, principal cartão postal da cidade.

## Parque Ecológico

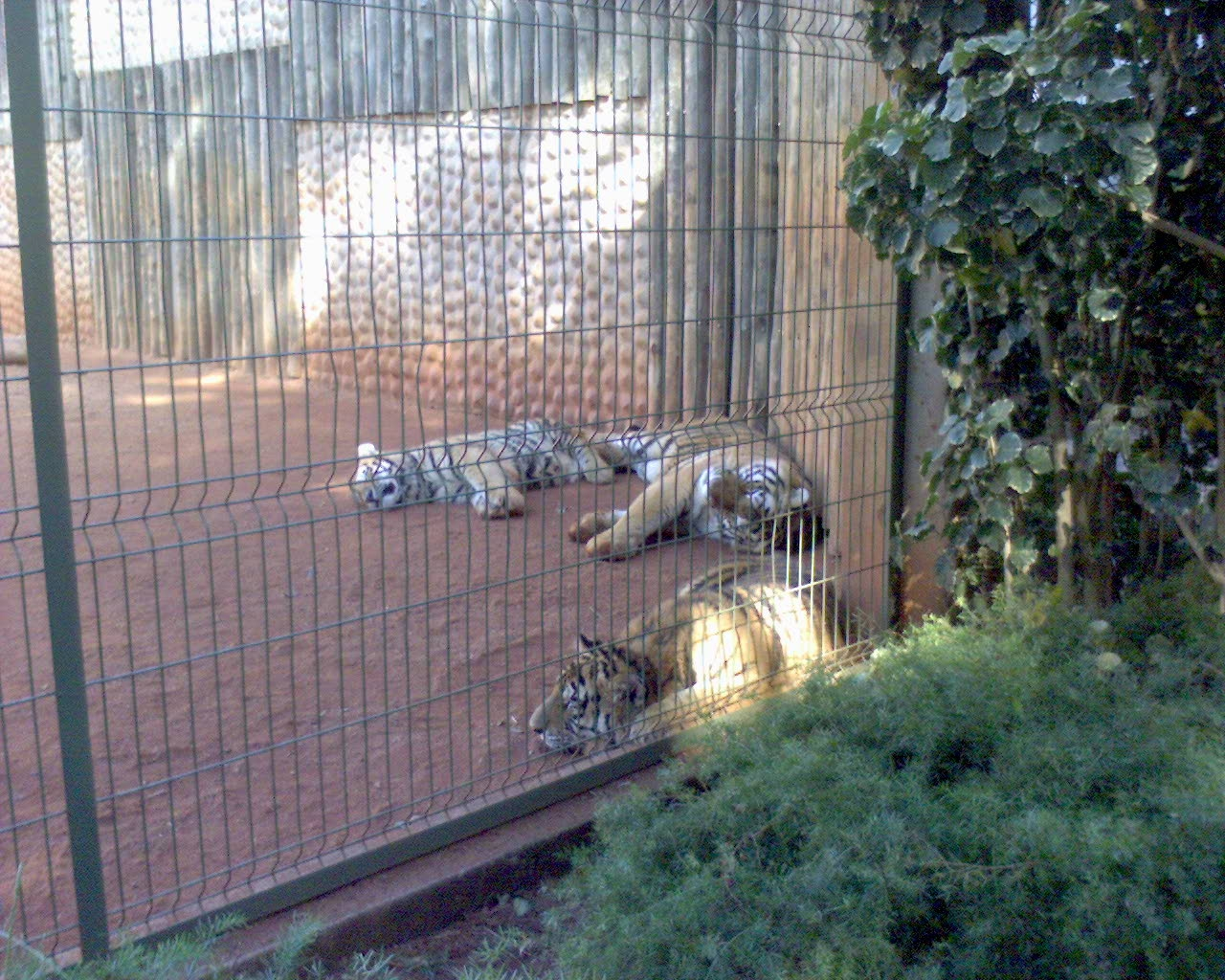
Recinto do Tigre (Panthera tigris)

O Parque Ecológico Municipal "Cid Almeida Franco" possui cerca de 500 animais de 100 espécies diferentes, sendo em média,98% pertencentes a fauna brasileira, e o restante de outros continentes, como África, Ásia, Europa, Américas do Norte e do Sul e Austrália, sendo 78 ameaçadas de extinção. Conhecido por sua boa estruturação, o Parque recebe cerca de 100.000 mil visitantes por ano, da região de Americana, e do mundo todo.

## Jardim Botânico
O Jardim Botânico Municipal Pref. Carrol Meneghel possui 8.500 mudas de espécies arbóreas nativas e exóticas. Conta conta ainda com uma pista de caminhada pavimentada e iluminada de 1200 metros e trilhas de cascalho entre as árvores, além de jardins temáticos com espécies nativas de outros países, como exemplo o Japão, além de orquidário, laboratório para coleta e estudo de sementes, entre outros aparelhos, constituindo-se em um centro de estudo da flora.

## Horto Municipal
O Horto Municipal localiza-se na parte oeste do complexo, e possui amplo espaço para o cultivo, manejo e produção de mudas de árvores e arbustos que abastecem as praças e jardins da cidade. As mudas são produzidas e fornecidas gratuitamente à população, obedecendo os critérios de plantio de espécies apropriadas para as calçadas. Algumas da principais espécies cultivadas são: aroeira salsa, quaresmeira, cássia aleluia, cássia manduirana, algodão da praia, grevilia, guamirim, ipê amarelo, ipê-branco, manacá, resedá e tingui-preto, flamboyant-mirim, oiti e ipê mirim.

## Observatório Municipal
O observatório localiza-se em área anexa ao complexo, e é equipado com a segunda maior luneta do estado de São Paulo. Seu objetivo principal é garantir o acesso da população a observação astronômica, e a propagação do conhecimento científico. Realiza, quando solicitado, observatórios pedagógicos nas escolas de Americana e região, e também promove intercâmbios com entidades congêneres nacionais e internacionais, realizando trabalhos científicos sobre todos os fenômenos importantes para a astronomia.